# Blepharomyia spinosa
Blepharomyia spinosa là một loài ruồi trong họ Tachinidae.